# Pichelin
Pichelin este un sat din Dominica.